# Maier Kohn
Maier Kohn, auch Meir Kohn (* 9. April 1802 in Schwabach; † 9. Oktober 1875 in München) war ein deutscher Chasan, Sänger (Bariton), Musikologe und Lehrer.

## Leben
Maier Kohn wurde durch den Münchner Hoforganisten Kaspar Ett musikalisch ausgebildet. Er leitete ab 1832 den von ihm gegründeten Synagogenchor der Synagoge an der Westenriederstraße und wurde dort 1843 als Gemeindekantor angestellt. Er war die treibende Kraft beim Zustandekommen und der Veröffentlichung der Münchener Gesänge von 1839, der ersten modernen Sammlung von Synagogengesängen.